# Cleveland Browns 1990
La stagione 1990 dei Cleveland Browns è stata la 41ª della franchigia nella National Football League. Dopo avere iniziato con un record di 2-7 il capo-allenatore Bud Carson fu licenziato. La squadra chiuse la stagione con 462 punti subiti, il peggior risultato di tutta la NFL negli anni novanta.

## Roster
| Roster dei Cleveland Browns nel 1990 |
| --- |
| Quarterback - 13 Jeff Francis - 19 Bernie Kosar - 10 Mike Pagel Running Back - 29 Brent Fullwood - 27 Derrick Gainer - 33 Leroy Hoard - 34 Kevin Mack FB - 21 Eric Metcalf KR/PR - 35 Barry Redden Wide Receiver - 86 Brian Brennan - 80 Vernon Joines - 88 Reggie Langhorne - 83 Leo Lewis - -- Eugene Rowell - 84 Webster Slaughter - 87 John Talley Tight End - 81 Scott Galbraith - 82 Ozzie Newsome Offensive Linemen - 61 Mike Baab C - 74 Paul Farren T - 69 Dan Fike G - 62 Ben Jefferson G - 66 Tony Jones T - 73 Gregg Rakoczy G - 77 Ken Reeves T - 72 Kevin Robbins T - 65 Ralph Tamm G Defensive Linemen - 60 Al Baker DE - 97 Robert Banks DE - 90 Rob Burnett DE - 92 Michael Dean Perry DT - 75 Chris Pike DT - 98 Anthony Pleasant DE Linebacker - 56 David Grayson OLB - 51 Eddie Johnson MLB - 59 Mike Johnson MLB - 57 Clay Matthews Jr. OLB - 50 Van Waiters OLB Defensive Back - 44 Stefon Adams CB/RS - 24 Anthony Blaylock CB - 36 Stephen Braggs CB - 26 Raymond Clayborn CB - 30 Thane Gash FS - 23 Mark Harper CB - 31 Frank Minnifield CB - 22 Felix Wright SS Special Team - 2 Jerry Kauric K - 67 Mike Morris LS - 15 Bryan Wagner P Lista delle riserve - 42 Tim Manoa FB (IR) - 89 Mike Oliphant RB (IR) - 85 Lawyer Tillman WR (IR) |
| Legenda - I rookie sono in corsivo. - Il primo ruolo è il principale mentre gli eventuali successivi indicano i ruoli secondari. - (IR) sta per Injured Reserve ed indica la lista ristretta per un solo giocatore infortunato che può tornare ad allenarsi dopo la settimana 6 e a rientrare in prima squadra dopo che questa ha giocato 8 partite. - (NF-Inj.) / (NF-Ill.) stanno rispettivamente per Non-Football Injured e Non-Football Illness ed indicano le liste dove viene inserito un giocatore che ha un infortunio o una malattia non dipendente dal football americano. - (PUP) sta per Physically Unable to Perform ed indica la lista dove viene inserito un giocatore mentre è in attesa di recuperare la condizione fisica. Nella stagione regolare dopo la sesta partita giocata dalla propria squadra, il giocatore ha tempo tre settimane per riprendere ad allenarsi, più tre settimane aggiuntive dal suo rientro agli allenamenti per rientrare in prima squadra. |

## Calendario
| Stagione regolare |                    |                        |                    |                    |                             |                    |                    |
| Turno             | Data               | Avversario             | Risultato          | Record             | Stadio                      | Pubblico           |                    |
| 1                 | 9 settembre        | Pittsburgh Steelers    | V 13–3             | 1–0                | Cleveland Municipal Stadium | 78,298             |                    |
| 2                 | 16 settembre       | at New York Jets       | S 21–24            | 1–1                | Giants Stadium              | 67,354             |                    |
| 3                 | 23 settembre       | San Diego Chargers     | S 14–24            | 1–2                | Cleveland Municpal Stadium  | 77,429             |                    |
| 4                 | 30 settembre       | at Kansas City Chiefs  | S 0–34             | 1–3                | Arrowhead Stadium           | 75,462             |                    |
| 5                 | 8 ottobre          | at Denver Broncos      | V 30–29            | 2–3                | Mile High Stadium           | 74,814             |                    |
| 6                 | 14 ottobre         | at New Orleans Saints  | S 25–20            | 2–4                | Louisiana Superdome         | 68,608             |                    |
| 7                 | 22 ottobre         | Cincinnati Bengals     | S 13–34            | 2–5                | Cleveland Municipal Stadium | 78,567             |                    |
| 8                 | 28 ottobre         | at San Francisco 49ers | S 17–20            | 2–6                | Candlestick Park            | 63,672             |                    |
| 9                 | 4 novembre         | Buffalo Bills          | S 0–42             | 2–7                | Cleveland Municipal Stadium | 78,331             |                    |
| 10                | Settimana di pausa | Settimana di pausa     | Settimana di pausa | Settimana di pausa | Settimana di pausa          | Settimana di pausa | Settimana di pausa |
| 11                | 18 novembre        | Houston Oilers         | S 23–35            | 2–8                | Cleveland Municipal Stadium | 76,726             |                    |
| 12                | 25 novembre        | Miami Dolphins         | S 13–30            | 2–9                | Cleveland Municipal Stadium | 70,225             |                    |
| 13                | 2 dicembre         | Los Angeles Rams       | S 23–38            | 2–10               | Cleveland Municipal Stadium | 61,981             |                    |
| 14                | 9 dicembre         | at Houston Oilers      | S 14–58            | 2–11               | Houston Astrodome           | 54,469             |                    |
| 15                | 16 dicembre        | Atlanta Falcons        | V 13–10            | 3–11               | Cleveland Municipal Stadium | 46,536             |                    |
| 16                | 23 dicembre        | at Pittsburgh Steelers | S 0–35             | 3–12               | Three Rivers Stadium        | 51,665             |                    |
| 17                | 30 dicembre        | at Cincinnati Bengals  | S 14–21            | 3–13               | Riverfront Stadium          | 60,041             |                    |

Note: gli avversari della propria division sono in grassetto.

## Classifiche
| AFC Central            |   |    |   |      |      |      |     |     |     |
|                        | V | S  | P | %    | CONF | DIV  | PF  | PS  | STR |
| (3) Cincinnati Bengals | 9 | 7  | 0 | .563 | 5–1  | 8–4  | 360 | 352 | V2  |
| (6) Houston Oilers     | 9 | 7  | 0 | .563 | 4–2  | 8–4  | 405 | 307 | V1  |
| Pittsburgh Steelers    | 9 | 7  | 0 | .563 | 2–4  | 6–6  | 292 | 240 | S1  |
| Cleveland Browns       | 3 | 13 | 0 | .188 | 1–5  | 2–10 | 231 | 462 | S2  |